# Elise Harmon
Elise Frances Harmon, née Harmon le 3 septembre 1909 à Mount Enterprise, au Texas et morte le 6 mars 1985 dans le comté de Santa Clara, en Californie, est une physicienne et chimiste américaine, qui contribue de manière influente à la miniaturisation des ordinateurs,,,,,.

## Biographie

### Enfance et formation
Vers 1927, Elise Harmon est diplômée de la Marshall High School de Marshall, au Texas. En 1931, Elise Harmon obtint une licence en chimie de l'université de North Texas. En juin 1930, alors qu'elle est étudiante, elle est élue présidente de la W.N. Masters Chemical Society, une organisation étudiante à laquelle elle adhère en première année en 1927, parrainée par Wallace Newton Masters (1864-1943), fondatrice du département de chimie en 1910. Elise Harmon obtient une maîtrise en sciences de l'université du Texas à Austin et fait ses études supérieures à l'université George-Washington et à l'université du Maryland.

### Recherche
Pendant la Seconde Guerre mondiale, elle travaille dans la division aéronautique et électrique du Laboratoire de recherche navale des États-Unis. Au début des années 1950, Elise Harmon travaille pour le Bureau of Standards et le Naval Research Bureau à Washington, D.C. En 1953, elle devient ingénieur en chef de la recherche sur les circuits imprimés pour Aerovox Corporation, dont le siège est à l'usine 2 de New Bedford, dans le Massachusetts. À l'époque, elle a la responsabilité de diriger la recherche et le développement, ainsi que d'établir les procédures de l'usine pour les nouvelles méthodes de fabrication des circuits imprimés et des composants de circuits imprimés,. Dans les années 1970, elle est à la tête des activités de circuits imprimés d'Aerovox Corporation. Elle est membre de l'American Chemical Society, de l'Institute of Radio Engineers et de la Texas Academy of Science,.
L'une des principales contributions d'Elise Harmon dans ce domaine est la mise au point d'une méthode d'estampage à chaud pour créer des circuits imprimés dans lesquels des conducteurs en argent étaient infusés sur des thermoplastiques et des matériaux thermodurcissables,. Elle et Philip J. Franklin (1909-1979) obtiennent un brevet en 1953 pour cette avancée technologique. Harmon effectue également des recherches sur l'action de la graisse et des lubrifiants dans les roulements à haute vitesse et établit les procédures d'usine pilote pour une méthode entièrement nouvelle de circuits imprimés.

« Il n'y a pas d'obstacle à ce qu'une femme dotée de capacités entre dans le domaine scientifique… Les hommes réussissent dans la coiffure et la cuisine, n'est-ce pas ?
- Elise Harmon, 1953 »

### Enseignement
Elise Harmon enseigne la chimie, la physique et la biologie à la Brownsville Junior High School de 1934 à 1937 environ puis au Texas Junior College, à l'université de North Texas et à l'université du Texas à Austin.

### Famille
Elise Harmon avait un frère et une sœur. Son frère Ham Elise Harmon, joue au football professionnel avec les Chicago Cardinals en 1937 pendant une saison. Sa sœur Ann Ferrari, participe à la campagne de vaccination contre la polio de Salk, et est instructrice de physiothérapie à Stanford.

### Mort
Elise Harmon meurt le 6 mars 1985 dans le comté de Santa Clara, en Californie, alors qu'elle réside à Redwood City. Elle est enterrée dans la section P, bloc 35, tombe 1 du cimetière IOOF à Denton, Texas, à côté de sa mère, Geoffie Elise Harmon (1887-1931) et de son frère, Hamlett Stephen Elise Harmon (1913-1997). Les trois tombes ont été achetées en 1931 par son père, George Herbert Elise Harmon (1881-1957).

## Récompenses
- 1956 : Society of Women Engineers Achievement Award pour sa spécialisation dans les circuits imprimés[17].
- 1968 : Prix du président de la CIB, qui honore les personnes ayant apporté les contributions les plus importantes aux programmes de la CIB pendant le mandat de chaque président sortant de la CIB[18].

## Publications (sélection)
- (en) Harmon, E., « Interconnection of Integrated Circuit Flat Packs in Autonetics Improved Minuteman Program », IEEE Transactions on Component Parts, vol. 11, no 2,‎ 1964, p. 135-144 (ISSN 0097-6601, OCLC 4653138666).
- (en) Harmon, E., Fabrication of Multilayer Boards at Autonetics for Minuteman II Program, Anaheim, California, North American Aviation / Autonetics, 1965 (OCLC 258395160).